# Datatron
Der Datatron war ein früher in Serie gebauter kommerzieller Digitalrechner, der ab 1951 von der Firma Consolidated Engineering Corporation (CEC) in Pasadena (Kalifornien) entwickelt wurde. Die Entwicklung wurde bald in eine eigens gegründete Firma namens ElectroData Corporation ausgelagert, die Mitte 1956 von der Burroughs Corporation aufgekauft wurde. Während all dieser Wechsel und mit neuen Versionen änderte sich die offizielle Bezeichnung des Datatron entsprechend, von CEC 30-201 über ElectroData 203 zu Burroughs 205, kurz B205.

## Geschichte
Consolidated Engineering Corporation (CEC) war ein Hersteller von Mess- und Analysegeräten, die vor allem in der Ölindustrie eingesetzt wurden, darunter erfolgreiche Massenspektrometer. Der Datenausstoß eines Massenspektrometers erfordert aufwändige Berechnungen zur Erstellung von Analysen. Dafür hatte CEC in den 1940er Jahren unter der Leitung von Clifford Berry und Sibyl M. Rock eine analoge Rechenmaschine entwickelt. Anfang der 1950er drängte Berry die CEC-Führung zur Entwicklung eines Digitalrechners, der auch für andere Zwecke eingesetzt werden könnte.
1951 wurde Harry Huskey eingestellt, der zu dieser Zeit am National Bureau of Standards (heute National Institute of Standards and Technology) arbeitete und an der University of California, Los Angeles (UCLA) Vorlesungen gab. Wenig später kam der norwegische Mathematiker Ernst Selmer dazu, der am IAS-Computer mitgearbeitet hatte.
Im Mai 1952 stellte CEC den Datatron (offiziell CEC 30-201) im Pentagon als „kommerziell verfügbaren universalen elektronischen Digitalcomputer zu moderatem Preis“ vor, obwohl die Entwicklung noch in vollem Gange war. Die ersten Systeme (CEC 36-102 und 36-103, jeweils ausgestattet mit einem CEC 30-203 Computer – dem Datatron – und den dazugehörenden Peripheriegeräten) wurden Anfang 1954 an das California Institute of Technology (Cal Tech) sowie das National Bureau of Standards (NBS) ausgeliefert. CEC 36-101 war der Prototyp, der bei CEC verblieb, um weitere Entwicklungen zu testen.
Ein Basissystem kostete 125.000 $, obwohl 1951 ein Preis von 50.000 $ angekündigt worden war. Allerdings konnten verschiedene benötigte Erweiterungen wie Magnetband, Schreibautomat und Gleitkommaeinheit die Kosten auf 182.000 $ hochtreiben. Bei Vervielfachung der Komponenten waren nach oben kaum Grenzen gesetzt.
Während der Entwicklungsphase beschloss CEC, die Computerabteilung auszulagern und gründete die ElectroData Corporation, an der CEC 36 % der Aktien behielt. Anfang 1954 begann die Werbung für die neue Rechenmaschine ElectroData 203 (zuvor CEC 30-203). Im Ganzen wurden 1954 sieben Systeme verkauft, 1955 waren es 13. Die späteren Modelle 204 und 205 waren im Prinzip 203-Computer mit Erweiterungen.
ElectroData wuchs zum drittgrößten Computerhersteller weltweit. Unterdessen erkannte die Firmenleitung, dass die kostenintensive Produktion zum finanziellen Problem wurde. Am 1. Juli 1956 verkaufte CEC ElectroData an die Burroughs Corporation, und aus dem ElectroData 205 wurde die Burroughs 205, kurz B205.

## Technische Einzelheiten
Der Datatron enthielt 1.525 Elektronenröhren und war in einem Schrank mit den Maßen 143,5 × 78 × 28 Zoll untergebracht, umgerechnet etwa 365 × 198 × 71 cm. Er gilt als der erste kommerzielle Computer mit Indexregister und verwendete eine neue Technik mit erhöhter Trommelspeicher-Zugriffsrate. Zu den weiteren Innovationen für kommerzielle Digitalrechner gehörten eine optionale Gleitkommaeinheit, eine ausgefeilte Magnetbandnutzung, ein spezielles Datafile-Subsystem mit 50 relativ kurzen Magnetbändern und das Cardatron-Subsystem zur formatierten Datenausgabe.